# NGC 1292
NGC 1292 је спирална галаксија у сазвежђу Пећ која се налази на NGC листи објеката дубоког неба.
Деклинација објекта је - 27° 36' 38" а ректасцензија 3h 18m 14,8s. Привидна величина (магнитуда) објекта NGC 1292 износи 12,0 а фотографска магнитуда 12,7. Налази се на удаљености од 20,823 милиона парсека од Сунца. NGC 1292 је још познат и под ознакама ESO 418-1, MCG -5-8-26, IRAS 03161-2747, PGC 12285.